# ヨハン・ジークヴァルト・ダール
ヨハン・ジークヴァルト・ダール（Johann Siegwald Dahl、名はJohannesとも、1827年8月16日 - 1902年6月15日
）は、ドイツの画家である。動物画（家畜などのいる風景画）や肖像画を描いた。

## 略歴
ドレスデンで生まれた。父親のヨハン・クリスチャン・ダール(1788-1857)はノルウェー生まれの有名な風景画家で、1918年からドレスデンで活動するようになり、1824年からドレスデン美術アカデミーの教授を務めていた。ドイツ人の母親はヨハンの出産の後、亡くなった。姉のカロリーネ(Caroline)は1844年に後にノルウェーで大臣やオスロ市長になるノルウェー陸軍省の役人、Anders Sandøe Ørsted Bullと結婚した。
父親から絵を学んだ後、父親の学生であった動物画家のヨハン・フリードリヒ・ヴィルヘルム・ヴェゲナー(Johann Friedrich Wilhelm Wegener: 1812-1879)にも学んだ
。
1851年には、イギリスの著名な動物芸術家のエドウィン・ランドシーア(1802-1873)の作品を研究するためにロンドンを訪れ、何度かパリでも修行した。1857年に父親が亡くなると、父親の習作や素描のコレクションを父親の故郷のノルウェーの美術館に寄付した。その後も姉がノルウェーに住んでいたこともあって、ノルウェーをしばしば訪れ、その風景を描いた。
動物画や風景画、肖像画などを描いた。1864年にドレスデンのアルテ・マイスター絵画館の名誉会員に選ばれた。
ジークヴァルト・ダールが影響を与えた画家にはフィンランドの画家フェルディナンド・フォン・ライト(1822-1906)がいる。
1902年にドレスデンで亡くなった。

## 作品

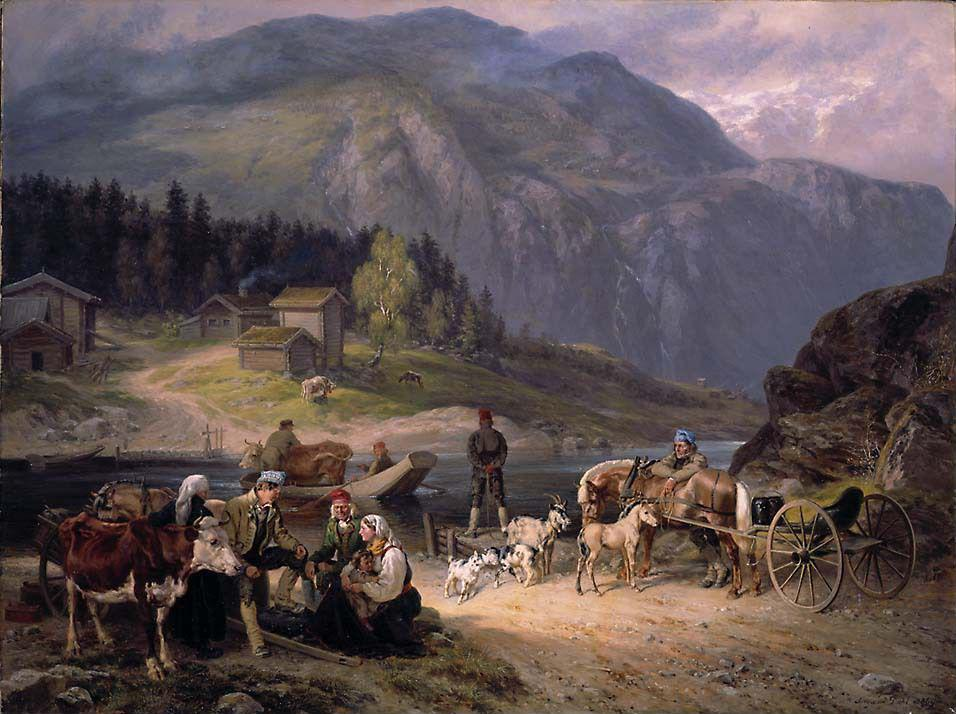
ノルウェー、テレマーク地方の街道 (1869) オスロ国立美術館
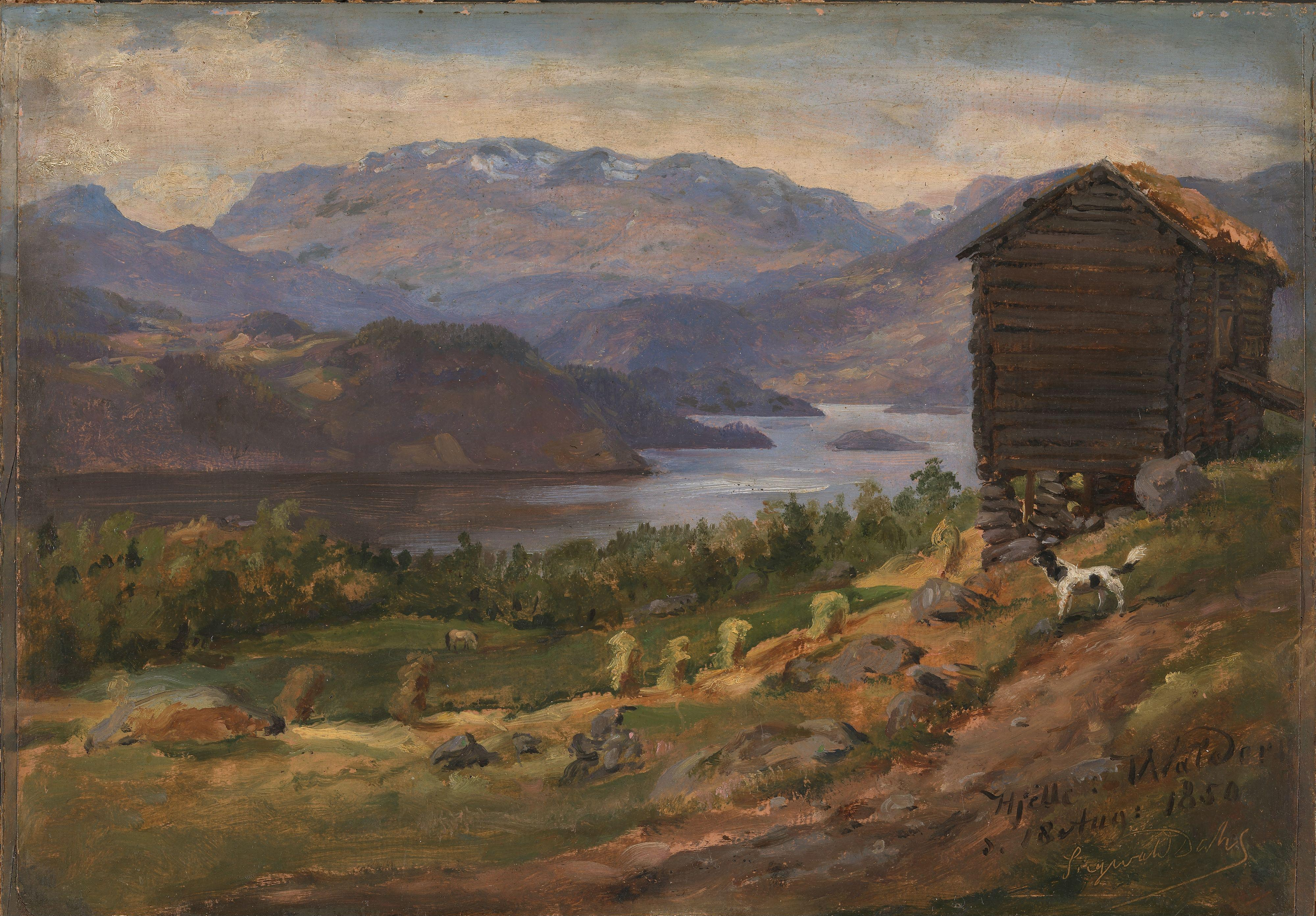
"Hjelle in Valdres" (1872) オスロ国立美術館
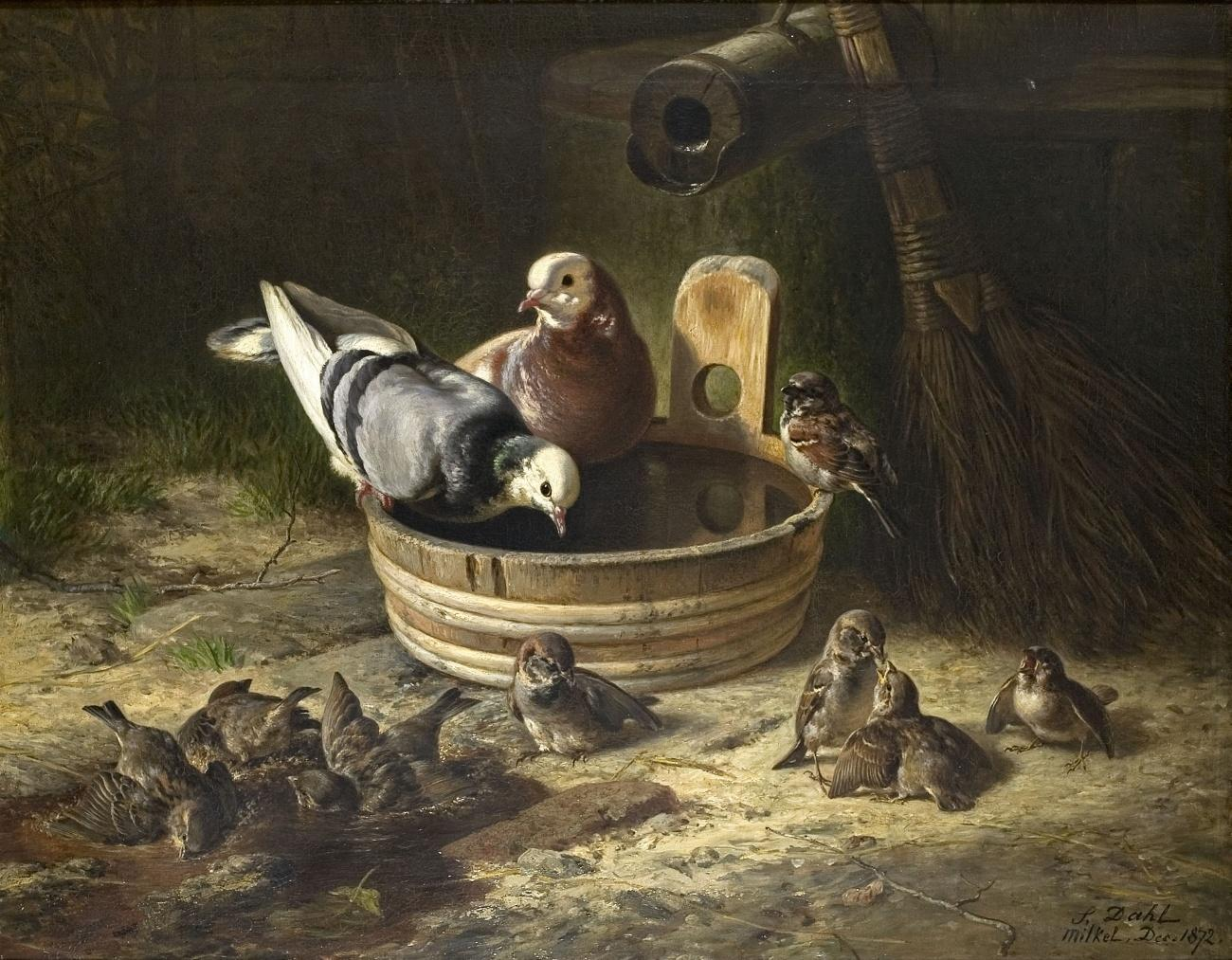
水飲み場のハトとスズメ (1872)

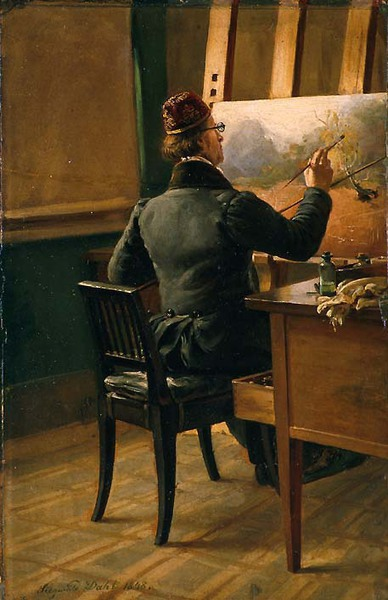
絵を描くヨハン・クリスチャン・ダール (1848) オスロ国立美術館
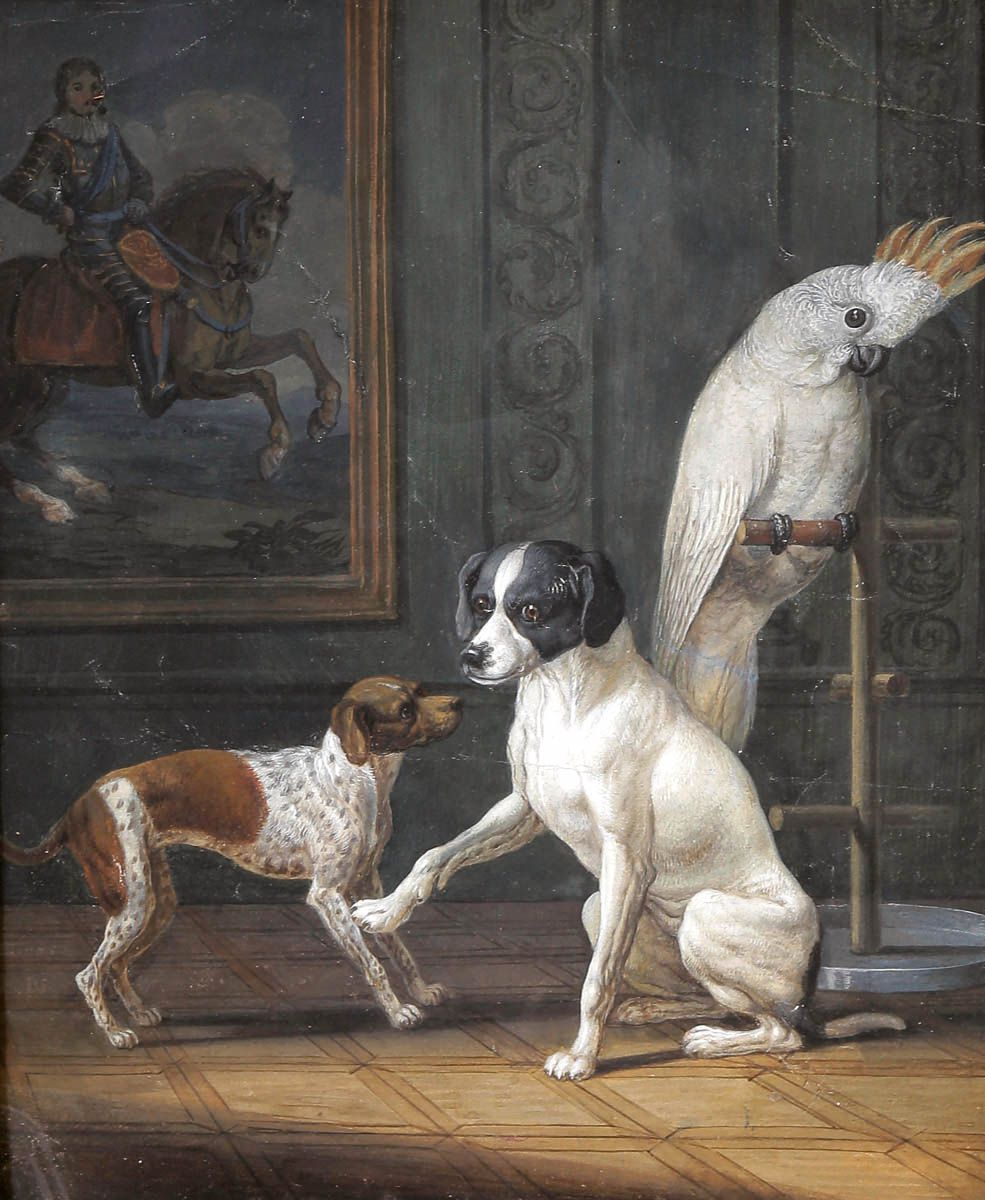
2匹の犬とオウム(1871)
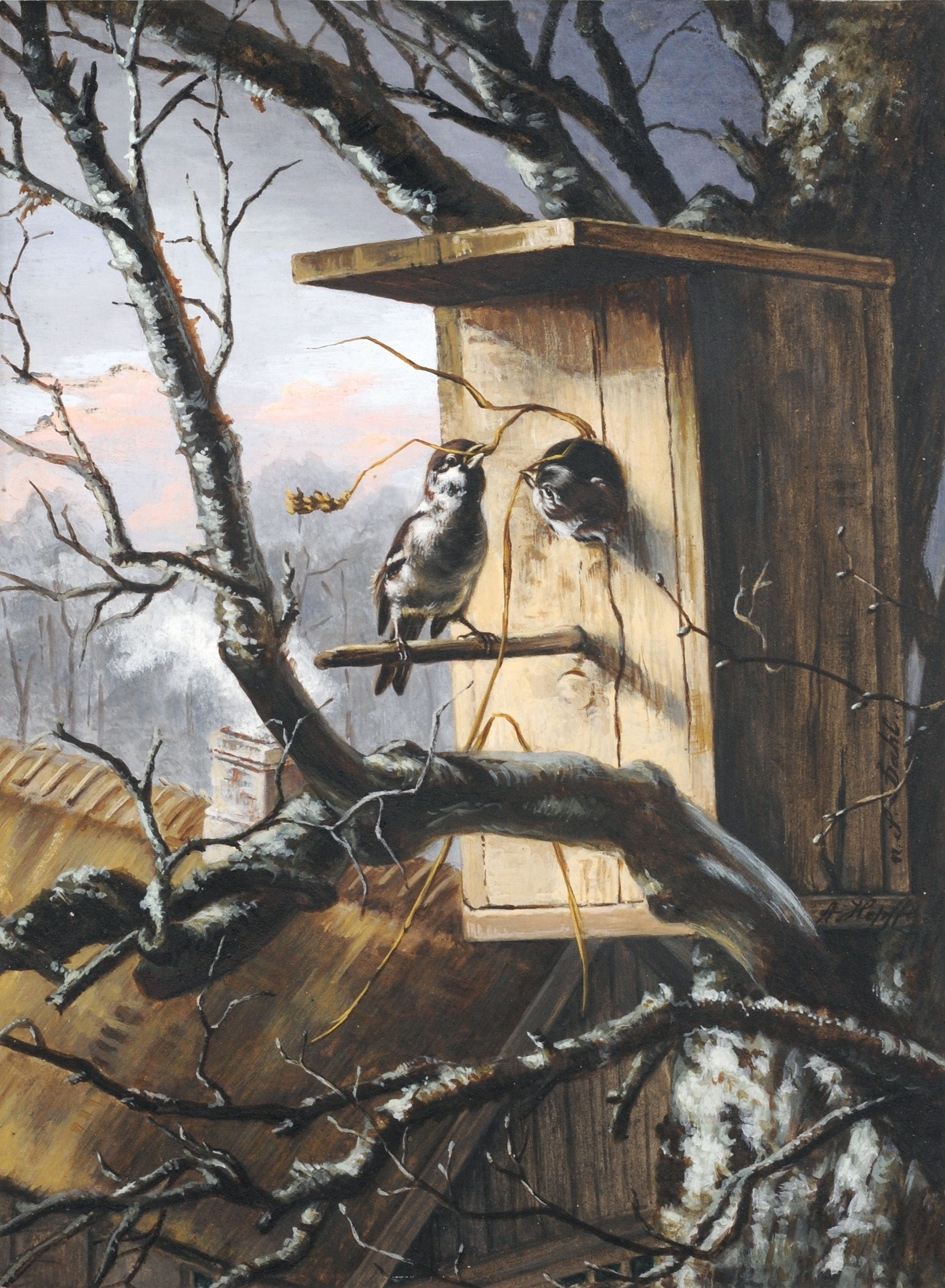
巣箱のスズメ
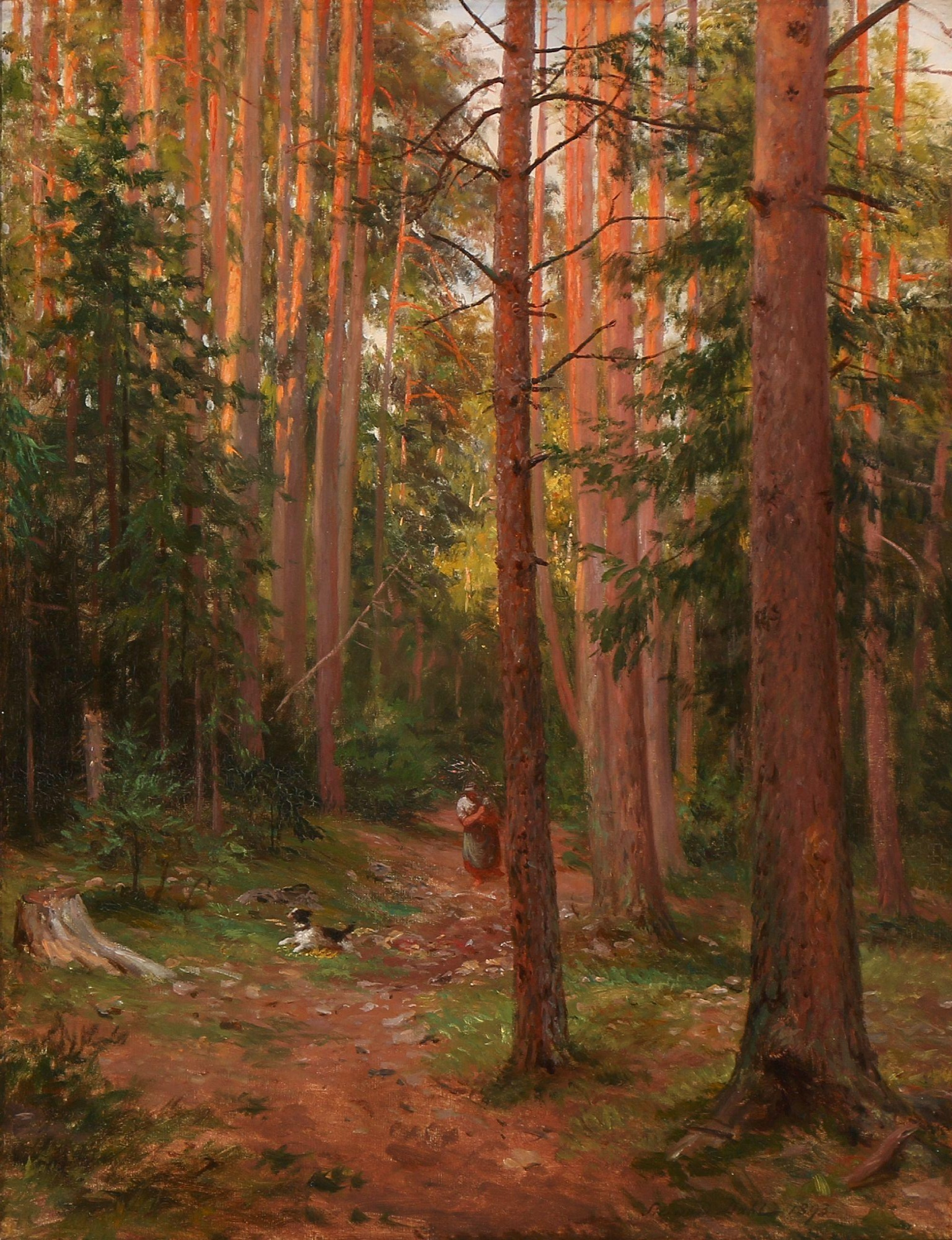
夕暮れの森 (1893)